# شوميخا

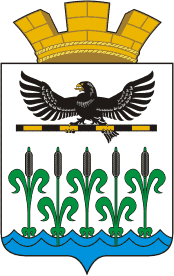
Coat of arms of Shumikha

شوميخا (بالروسية: Шумиха) هي إحدى مدن روسيا في الكيان الفدرالي الروسي كورغان أوبلاست.